# Naughty but Nice (Sarah Connor)
Naught but Nice è il quarto  album studio della cantante tedesca Sarah Connor, pubblicato da Epic il 21 marzo 2005. Uno dei brani, From Zero to Hero, è stata inserita nella colonna sonora del film Robots del regista Chris Wedge per la 20th Century Fox.

## Tracce
1. Living to Love You – 4:17
2. Paradise ((feat. Mr.Freeman) – 3:45
3. From Zero to Hero – 3:46
4. I Just Started Being Bad – 3:39
5. Thank You – 4:45
6. You're the Kinda Man – 4:43
7. One More Night – 4:22
8. Keep Imagining – 4:00
9. Happy Anniversary – 3:09
10. You Are My Desire – 3:50
11. Change – 3:36
12. Dolce Vita – 3:57
13. Call Me – 4:02
14. Ohhh (Private Party) – 3:46
15. From Zero to Hero (I-Wanna-Funk-With-You-Extended Album Remix) – 5:29